# 친위대 제36무장척탄병사단
친위대 제36무장척탄병사단(독일어: 36. Waffen-Grenadier-Division der SS)은 제2차 세계 대전 당시 무장친위대 부대 중 하나이다. 인적 구성은 대부분 국방군이나 SS에서 차출된 징계를 받은 병사들이나 밀렵꾼, 사상범등의 질이 떨어지는 사람들이었다. SS돌격여단 디를레방어(SS-Sturmbrigade Dirlewanger) 또는 디를레방어 여단(Dirlewanger Brigade)이라는 별명으로도 불렸다. 지휘관은 오스카 디를레방어였으며, 그 역시 강간 전과가 있는 범죄자이다. 

## 역사
1940 6월 14일에 루블린 지역의 소규모 위병 부대로 처음 창설되었다. 당시  디를레방어가 오라니엔부르크 감옥에서 직접 선발한 80명의 밀렵꾼중 훈련을 통과한 55명으로 편성했다. 주 구성원이 밀렵꾼이었던 탓에 당시 명칭은 (독일어:Wilddiebkommando Oranienburg) 오라니엔부르크 밀렵꾼 부대였다. 무장친위대의 일부로서 편성되었다. 그 후에 폴란드로 이동하여서 , 징계 경력이 있는 SS 부사관 4명과 사병 12명을 부대에 편입했고 8명의 지원자도 편입시켰다고 한다. 그리고 1940년 9월에 부대 인원은 300명에 달했고, 부대 규모가 커짐에 따라서 지휘관인 디를레방어도 국방군 중위에 대응하는 친위대 상급 돌격지도자로 진급한다. 여러 범죄자들이 들어옴에 따라 밀렵꾼 부대로써의 정체성은 사라졌지만, 그 밀렵꾼들은 기간병이 되어서 범죄자들의 훈련을 책임졌다고 한다. 이 시점에서 부대의 이름은 (독일어: Sonderkommando Dirlewanger) 디를레방어 특공대였다.
그리고 그 후에도 점점 규모가 커지면서 수용소를 관리하는 SS조직인 SS해골부대 지휘 아래로 들어가게 된다. 1942년에는 부대의 전투력을 키우기 위해서 러시아인과 우크라이나인 포로 및 부역자들중 지원자들을 징집할 수 있는 권한을 부여받았다. 1943년에는 2월에는 부대 규모가 기존의 두배인 700명까지 늘어났고 그 부대원들중 절반정도는 민족독일인이였다고 한다. 1944년 5월에는 동방군단 소속이었던 (투르키스탄, 볼가 타타르, 아제르바이잔, 키르기즈, 우즈벡, 타지크 출신의) 병사들 550명을 편입시켰고 디를레방어 여단으로 확충되었다. (독일어:Dirlewanger Brigade).

## 편제
SS 돌격여단 디를레방어 (1944년 10월 기준)
- 여단 사령부
- SS 연대-1
- SS 연대-2
- 야포 대대
- 정찰 중대
- 공병 중대
- 통신 중대

친위대 제 36무장척탄병사단 디를레방어 (1945년 3월 기준)
- 사단 사령부
- 72.SS 무장척탄병 연대
- 73.SS무장척탄병 연대
- 전차 대대 슈탄스도르프I
- 야포 대대 36
- 정찰 중대 36
- 1244. 국민척탄병 연대
- 687.(국방군) 공병 여단
- 681.(국방군) 중구축전차 대대

## 의의
이 사단의 수류탄 두개를 겹쳐놓은 마크는 몇몇 네오 나치 단체에 의해서 사용된다고 한다.